# Senhor (A Series of Unfortunate Events)
Senhor é um personagem que possui um enorme nariz, ele aparece no quarto e no duodécimo livro da série de Lemony Snicket, Desventuras Em Série, sendo o quarto tutor dos jovens órfãos Baudelaire e chefe da Serraria Alto-Astral.
Ele é chamado desta maneira pois seu real nome é de difícil pronúncia. Seu rosto é desconhecido por que ele possui um grande vício em fumo o que faz com que sua cabeça seja totalmente encoberta pela fumaça. Senhor praticamente não aparece nos livros devido sua personalidade egoísta e impaciente. No quarto livro, Serraria Baixo-Astral, ele ignora os avisos sobre Olaf dados por Violet, Klaus e Sunny, ele não faz nada mais além de dar-lhes um emprego na serraria e ao fim do livro definir uma parte do destino dos jovens. No livro duodécimo Senhor aparece novamente em uma sauna do Hotel Deselance, onde entrou apenas para sentir o cheiro de madeira quente, nesta sauna ele tem uma conversa com seu assistente, Charlie, onde quase revela algo sobre os pais Baudelaire.